# 기시노사토역
기시노사토역(일본어: 岸里駅, きしのさとえき)은 일본 오사카부 오사카시 니시나리구에 있는 철도역이다.

## 타는곳
| 1 | ■ 요쓰바시선 | 다마데·스미노에코엔 방면            |
| 2 | ■ 요쓰바시선 | 다이코쿠초·요쓰바시·니시우메다 방면 |

## 역세권 정보
- 덴가차야 역
- 니시나리 구역소
- 니시나리 우체국
- 니시나리 도서관
- 니시나리 세무서
- 덴가차야 공원
- 오사카 필하모니 회관

## 역사
- 1956년 6월 1일: 하나조노초역 ~ 당역 간 영업 개시, 종착역이 됨.
- 1958년 5월 31일: 당역 ~ 다마데역 간 영업 개시, 중간역이 됨.
- 2001년 12월: 니시나리구 관공서 청사의 재건축에 의해, 지상에 있던 2번 출입구의 매표기,개찰구를 지하에 이전함.

## 인접역
| ■ 오사카 메트로 요쓰바시선     | ■ 오사카 메트로 요쓰바시선 | ■ 오사카 메트로 요쓰바시선   |
| ------------------------------ | -------------------------- | ---------------------------- |
| Y17 하나조노초 니시우메다 방면 |                            | 다마데 Y19 스미노에코엔 방면 |